# Aéroplanes Hanriot et Cie
Aeroplanes Hanriot et Cie, также Hanriot — ныне не существующая французская авиастроительная компания.
Была основана как Société des monoplans Hanriot, после банкротства в 1912 году, сменив владельца, стала Société de Construction de Machines pour la Navigation Aérienne (CMNA). Вновь основана в годы Первой мировой войны под названием Aeroplanes Hanriot et Cie, в 1930—1933 годах — Lorraine-Hanriot.
После национализации 1936 года и слияния с фирмой Farman, компания вошла в состав гособъединения SNCAC.
За годы существования выпустила более 8000 самолётов.

## История

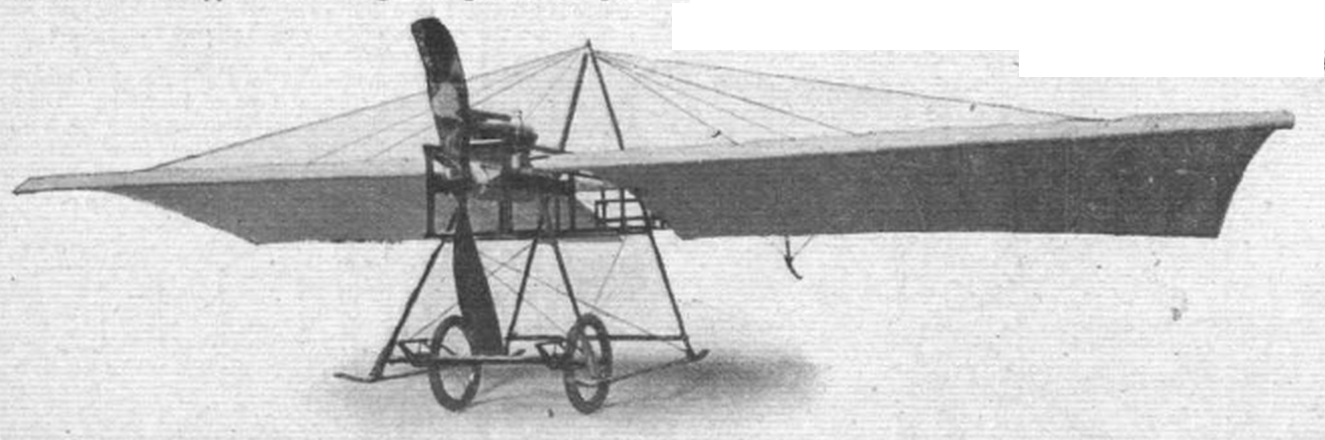
Моноплан Анрио 1909 года.

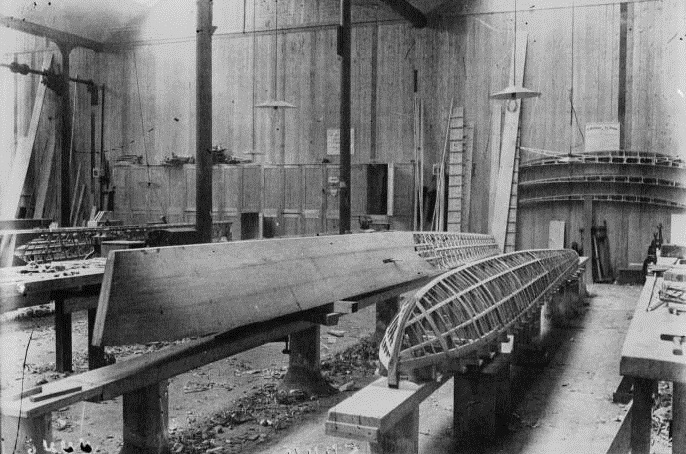
Заводской цех компании в Бетени (1909).

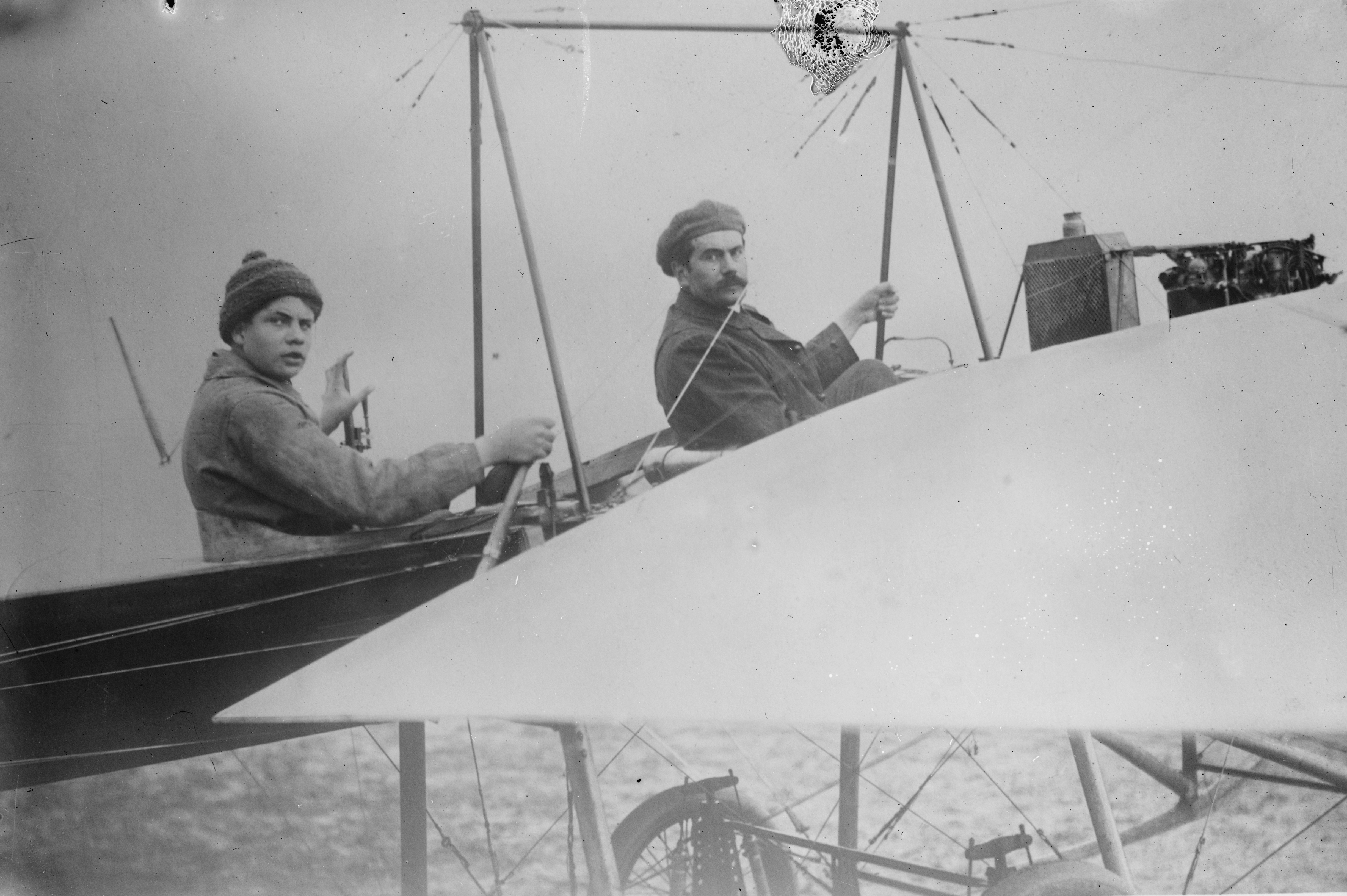
Марсель и Рене Анрио, 1911.

Рене Анрио, работавший гонщиком в автомобильной компании Darracq из Шалон-ан-Шампань, и имевший уже опыт в постройке моторных лодок, в 1907 году решил заняться строительством летательных аппаратов. В том же году им был создан первый самолёт собственной конструкции, который, однако, поначалу не удавалось поднять в воздух. В ходе работ над ним, Анрио в мае 1908 года купил для изучения моноплан Antoinette и, с целью привлечения капитала, основал в феврале 1909 года акционерное общество «Société Anonyme des Appareils d’Aviation Hanriot» с капиталом в 500.000 франков. Ангар в Шалоне служил обществу и конструкторским бюро и мастерской. К концу года аэроплан Анрио наконец взлетел.
В серию, однако, пошёл не этот моноплан, напоминавший известный Blériot XI, а более современные конструкции, с фюзеляжем монокок и моторами Darracq (20 л. с.) и Gyp, (40 л. с., производился дочерним предприятием Automobiles Grégoire), представленные на брюссельском Салоне (Salon d’Automobiles, d’Aeronautique, du Cycles et dus Sports) в январе 1910 года.
На волне успеха, Анрио вместе с коллегой по гонкам Луи Вагнером, открывает фабрику и авиашколу в районе Бетени близ Реймса. При обкатке новых изобретений он испытывает их на летающей модели, оснащённой миниатюрным двигателем Duthiel-Chalmers (3 л. с.).
В 1910 году Анрио и пилоты его команды регулярно появляются на авиашоу во Франции и Англии. Когда вместе с ними начинает выступать его 15-летний сын Марсель, самый молодой на тот момент обладатель пилотской лицензии, Рене Анрио покидает спорт и концентрируется на конструкторской деятельности.
Однако, в дальнейшем дела у компании идут не столь гладко. Двухместный «Type IV» проваливается на проводимых армией испытаниях: у морально устаревшей конструкции было немного шансов против современных самолётов Ньюпор, Моран-Солнье и Депердюссен.
Анрио удаётся привлёчь к разработкам бывшего главного конструктора фирмы Ньюпор Альфреда Паньи, создавшего для него в 1912 году моноплан, но заказов на него ни от военных, ни от частных лиц после прошедшего в том же году конкурса не последовало. Чтобы избежать банкротства, Рене Анрио продал активы компании Луи Альфреду Поннье, реорганизовавшему её под названием Societe de Construction de Machines pour la Navigation Aerienne (CMNA). Новую компанию возглавил Паньи, а Анрио вновь занялся продажами автомобилей Grégoire. На заводе CMNA в последующие годы разрабатывали гоночные монопланы, один из проектов занял второе место на соревнованиях 1913 года на Кубок Беннетта.
В 1913 году Марсель Анрио, достигший возраста 18 лет, был призван на военную службу. Во время Первой мировой войны он служит в бомбардировочной авиации. В результате наступления германских войск, заводы CMNA в Реймсе оказались за линией фронта, тогда Рене Анрио основал новую фирму Aeroplanes Hanriot et Cie на улице Буа-Марсель (ныне улица Жана Жореса) в Левалуа.
Начав деятельность как субподрядчик по изготовлению авиадеталей, компания перешла к лицензионному выпуску самолётов других фирм (преимущественно Sopwith 1 A.2 and Salmson 2 A.2). В 1915 году Марсель Анрио, получив серьёзное ранение во время ночного вылета, был демобилизован и стал работать на заводе отца. Примерно в это же время старший Анрио нанял молодого инженера Эмиля Дюпона и в 1916 году был построен истребитель его конструкции HD.1. Хотя ВВС Франции предпочли более мощный SPAD VII, заказы на HD.1 поступили от Бельгии и Италии. Чтобы удовлетворить возросший спрос, был открыт новый завод в Булонь-Бийанкур (Рю-де-Мулино 84). На этом заводе, выпустившем около 5000 самолётов, трудилось 2000 человек. Лицензии на постройку HD.1 были также проданы итальянской фирме Macchi.
После войны компания продолжала выпуск истребителей и многоцелевых самолётов типов HD.1 и HD.2, вела разработки новых моделей. В 1924 году, в связи с расширением, её завод из Булонь-Бийанкур переместился в Каррьер-сюр-Сен
7 ноября 1925 года скончался Рене Анрио. Его наследники поставили управляющим Юбера Утенэн-Шаландра, бывшего директора принадлежавшей его семье бумажной фабрики. В 1930 году новый завод компании открылся в Бурже.
В том же году компания Анрио объединилась с Lorraine-Dietrich. Их совместное предприятие просуществовало под названием Lorraine-Hanriot три года, а в 1933 они разделились и Марсель Анрио вновь возглавил семейный бизнес. Под его руководством, компания начала амбициозный проект разработки современного дальнего истребителя H.220. Однако, наибольшего успеха в 1930-е годы добились её многоцелевой лёгкий моноплан H.180/H.182 (выпущено около 400 экземпляров) и двухмоторный учебный H.232.
В 1936 году решением министра авиации Пьера Кота компания была включена в список предприятий, подлежащих национализации; после слияния с фирмой Farman, в 1937 году она вошла в состав гособъединения SNCAC. В отличие от Мориса Фармана, покинувшего компанию в знак протеста, Марсель Анрио остался при ней в качестве одного из директоров.

## Продукция фирмы

### Система обозначений
- Авиатехника, разработанная Рене Анрио до Первой мировой войны, обозначалась римскими цифрами; так, моноплан 1907 года именовался «Type I». Типичным для того времени было подробное именование самолётов, обычно включавшее в себя год постройки и некоторые характеристики (например, «моноплан»), количество мест, тип и мощность двигателя… Так, самый первый самолёт Анрио числился как «моноплан 1907 года», тип IV — «военный двухместный самолёт 1911 года», а Анрио-VIII — «Анрио 100-сильный» (100 Hp Hanriot). Двухместный моноплан конструкции Паньи преимущественно упоминается как моноплан Анрио (или Анрио-Паньи) 1912 года.
- Бипланы времён Первой мировой войны и более позднего периода конструкции Пьера Дюпона получали код 'HD.' и порядковый номер, написанный арабскими цифрами (HD.1, HD.8, HD.32 и т. д.)
- В краткий период сотрудничества с компанией Lorraine, уже выпускавшаяся к тому моменту техника продолжала нести обозначение «HD», но новые модели получали литерный префикс «LH» (Lorraine-Hanriot). Примерно в это же время на предприятиях компании была принята распространённая на других французских авиазаводах схема нумерации, при которой номер серии писался сразу за состоявшим из двух цифр номером типа летательного аппарата. Согласно этой схеме, нулевая серия самолёта HD.32 называлась HD.320, последующая первая — HD.321, и так далее.
- После разрыва с Lorraine, префикс сменился на «H.», в сочетании с трёхзначным номером типа и серии самолёта (например, Hanriot H.180/H.182).

### Авиатехника

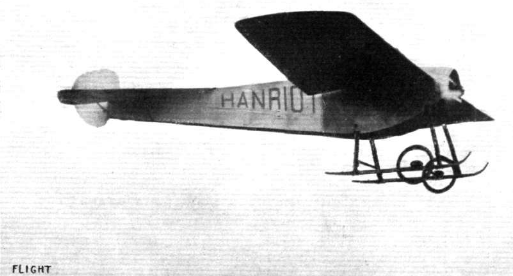
Hanriot D.I (1912).

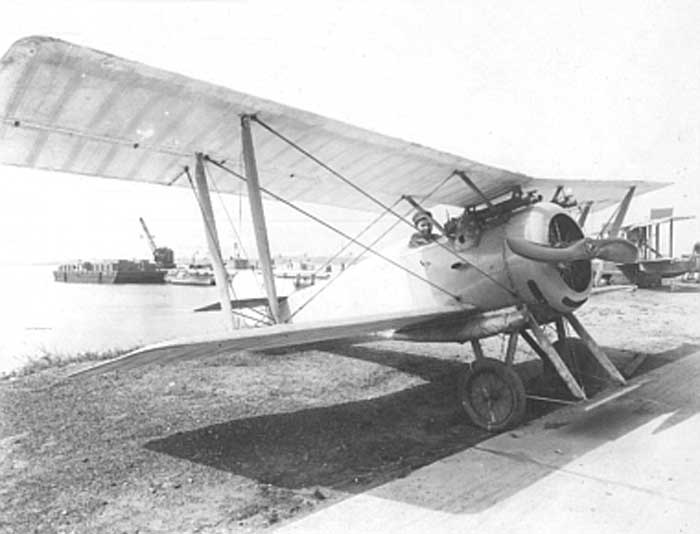
Hanriot HD.1 (1919).

Истребитель Hanriot HD.15 (1922).

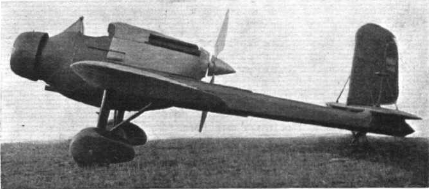
Hanriot H.110 (1933-34).

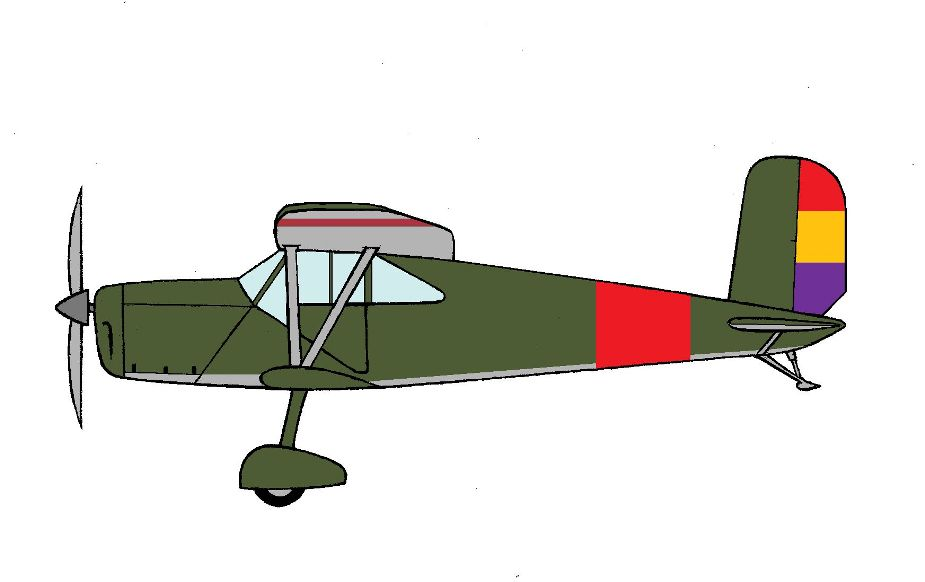
H.180 в цветах ВВС республиканской Испании

- Hanriot 1909 monoplane первая конструкция Анрио
- Hanriot I
- Hanriot II
- Hanriot III
- Hanriot IV Hanriot 1911 (Type IV) двухместный военный;
- Hanriot V Hanriot 1910 (Type V);
- Hanriot VI Hanriot 1910 (Type VI);
- Hanriot VII
- Hanriot VIII «100-сильный моноплан Анрио» (Type VII);
- Hanriot IX
- Hanriot-Pagny (1912) моноплан конструкции Паньи:
- Hanriot HD.1 (1917) одноместный истребитель-биплан, построено 1145 экземпляров для ВВС Бельгии и Италии;
- Hanriot HD.2 (1912);
- Hanriot HD.3 (1918);
- Hanriot HD.5 (1918);
- Hanriot HD.6 (1918);
- Hanriot HD.7 (1918);
- Hanriot HD.8;
- Hanriot HD.12 (развитие HD.1);
- Hanriot HD.14/141/28/17/40/41/32 (1920) учебный двухместный биплан, около 2100 экземпляров;
- Hanriot HD.15 (1922) двухместный высотный истребитель c турбокомпрессором конструкции Рато, 4 экземпляра;
- Hanriot HD.17
- Hanriot HD.19 (1922) Двухместный учебный самолёт на конкурс учебных самолётов для армии 1923 года;
- Hanriot HD.20 (1923) 1;
- Hanriot HD.22 (1921) одноместный гоночный самолёт для участия в соревнованиях на кубок Дойч-де-ла-Мёрт;
- Hanriot H.25 1;
- Hanriot H.26 (1923) 1;
- Hanriot H.27 1;
- Hanriot HD.28
- Hanriot H.31 (1925) 1;
- Hanriot HD.32
- Hanriot H.33 1;
- Hanriot H.34 1;
- Hanriot H.35 учебный самолёт с крылом парасоль, 13 экземпляров;
- Hanriot H.36 51
- Hanriot H.38 (1926) 1;
- Lorraine-Hanriot LH.10
- Lorraine-Hanriot LH.21
- Lorraine-Hanriot LH.30
- Hanriot H.41
- Hanriot H.43
- Lorraine-Hanriot LH.60
- Lorraine-Hanriot LH.70
- Hanriot H.110 (1932) двухфюзеляжный истребитель-низкоплан с толкающим винтом;
- Hanriot H.115 (1934)
- Hanriot HD.120
- Lorraine-Hanriot LH.130 (1933)
- Hanriot H.16 / H.161 (1933) учебный самолёт с крылом парасоль, 43 экземпляра;
- Hanriot H.180/170…195 (1934-38) лёгкий многоцелевой самолёт, всего 392 экземпляра, преимущественно H.182;
- Hanriot H.220/SNCAC 600 (1937) прототип дальнего истребителя 2 экземпляра;
- Hanriot H.230/231/232 (1938) двухмоторный учебный среднеплан, около 40 (включая прототипы).